# Оснач Михайло Васильович
Михайло Васильович Оснач (нар. 28 березня 1955, м. Маріуполь) — український дипломат. Генеральний консул України в Единбурзі (з 2010).

## Біографія
Народився 28 березня 1955 року в місті Маріуполь на Донеччині. У 1977 році закінчив Київський державний університет ім. Т.Шевченка.
У 1977–1981 рр. — аспірант, асистент кафедри історії міжнародних відносин і зовнішньої політики Київського державного університету ім. Т.Шевченка.
У 1981–1984 рр. — служба в радянській армії.
У 1984–1992 рр. — третій секретар, другий секретар відділу міжнародних організацій Міністерства закордонних справ України.
У 1992–1993 рр. — перший секретар, керівник сектора відділу проблем обмеження озброєнь та роззброєння МЗС України.
З 01.1993 по 03.1996 рр. — перший секретар, радник Посольства України в Королівстві Бельгія.
З 04.1996 по 06.1998 рр. — заступник начальника Управління контролю над озброєннями та роззброєння МЗС України.
З 06.1998 по 12.2001 рр. — заступник Постійного представника України при Відділенні ООН та інших міжнародних організаціях у Женеві, заступник глави делегації України на Конференції з роззброєння.
З 01.2002 по 03.2004 рр. — начальник Управління євроатлантичного співробітництва МЗС України. Член делегації України для участі у засіданні українсько-американського Комітету з питань зовнішньої політики.
З 03.2004 по 01.2008 рр. — радник-посланник, заступник Глави Місії України при НАТО.
З 03.2008 по 09.2009 рр. — директор Департаменту НАТО Міністерства закордонних справ України.
З 10.2009 по 04.2010 рр. — Посол з особливих доручень Міністерства закордонних справ України.
З 30 квітня 2010 року — Генеральний консул України в Единбурзі (Велика Британія).

## Дипломатичний ранг
- Надзвичайний і Повноважний Посланник першого класу.[2]